# Quartier de Beaugrenelle
Het Quartier de Beaugrenelle, ook kortweg Beaugrenelle, is een groot stedenbouwkundig project in Parijs aan de linkeroever van de Seine. Stroomafwaarts van de Seine komt het bijna meteen na de Eiffeltoren en is het gesitueerd aan dezelfde kant. Het ligt dus in het 15e arrondissement van Parijs. Er heerst een drukke bedrijvigheid.
Het nieuwe stadsdeel staat op de plaats waar vroeger de gemeente Grenelle lag. Deze naam heeft zijn oorsprong in het Latijn: Garanella en betekent een gebied met veel hout, waar konijnen leven. Daarna heette het eerst nog Guarnelles en Garnelles. Baron Haussmann maakte het in 1860, tegen de wil van de bewoners in, onderdeel van Parijs. Samen met Vaugirard en Javel creëerde hij daarmee het 15e arrondissement van Parijs.
De Beaugrenelle wordt gekenmerkt door een groot aantal moderne hoge en zeer hoge flats. Er staan in totaal ongeveer 20 flats, waarvan er 10 van ongeveer 30 verdiepingen. Het zijn uitsluitend torenflats, er staan geen galerijflats. Dit zijn voor het grote deel woonflats, maar er staan ook een paar kantoorgebouwen.
De verbinding met de overkant van de Seine bestaat uit twee verkeersbruggen, waarvan er één de Pont Mirabeau is. De andere verbinding is een spoorbrug van de RER.

## Trivia
- In de roman Serotonine van Michel Houellebecq bewoont de hoofdpersoon een peperduur appartement op de 29e etage (van de in totaal 31) in de Tour Totem, een van de hogere woontorens in Beaugrenelle.[1]